# Heinrich Haberland
Heinrich Theodor Wilhelm Albert Haberland (* 18. Juli 1818 in Braunschweig; † 2. Dezember 1907 in Sondershausen) war ein preußischer Generalmajor.

## Herkunft und Familie
Er war der Sohn des braunschweigischen Majors Karl Haberland († 12. März 1869 in Braunschweig) und dessen Ehefrau Wilhelmine, geborene Grassendorf.
Haberland war mit Helene, geborene Löbbecke verheiratet. Aus der Ehe gingen die beiden Kinder Marie (* 4. Dezember 1849 in Braunschweig) und Max (* 5. Juni 1856 in Braunschweig) hervor.

## Militärkarriere
Haberland besuchte ab Mai 1835 das Kadetteninstitut in seiner Heimatstadt. Am 23. April 1836 wurde er als Portepeefähnrich dem Infanterie-Regiment der Streitkräfte des Herzogtums Braunschweig überwiesen und am 20. April 1837 zum Sekondeleutnant befördert. Seit dem 29. September 1841 war er Premierleutnant und Adjutant des 2. Bataillons. Im Jahr 1848 nahm Haberland während des Krieges gegen Dänemark am Gefecht bei Bilschau teil und kam am 3. April 1849 als Hauptmann zum 3. Bataillon. Am 18. März 1850 wurde ihm die Führung des 2. Landwehr-Bataillons übertragen und am 5. August 1852 wurde er Kompaniechef im Füsilier-Leib-Bataillons (zunächst der 1. dann der 2. Kompanie). Am 21. März wurde er Major und etatmäßiger Stabsoffizier. Kommandant des Landwehr-Bataillons wurde er am 24. April 1865, am 3. Oktober 1867 Kommandant des 1. Bataillons des Herzoglich Braunschweigischen Infanterie-Regiments Nr. 92 und am 11. Juli 1868 Kommandant des Füsilier-Leib-Bataillons.
Am 6. April 1870 bekam Haberland offiziell das Kommando über das Herzoglich Braunschweigische Infanterie-Regiment Nr. 92 übertragen, mit dessen Führung er bereits seit dem 12. März 1869 als Oberstleutnant beauftragt worden war. Am 25. Juli 1870 wurde er zum Oberst ernannt und nahm in den Jahren 1870 bis 1871 mit dieser Truppe am Deutsch-Französischen Krieg teil. Zudem wurde ihm vom 9. Dezember bis zum 1. Januar die Führung über die 39. Infanterie-Brigade anvertraut. Er führte die Truppen unter anderem in den Schlachten von Vionville, Gravelotte, Noisseville, Le Mans sowie Vendôme und zeichnete sich bei der Belagerung von Metz aus. Seine Leistungen wurden durch die Verleihung beider Klassen des Eisernen Kreuzes gewürdigt.
Am 24. März 1873 nahm Haberland seinen Abschied aus braunschweigischen Diensten, trat am 31. März in die Preußische Armee ein und wurde mit Patent vom 25. Juli 1870 als Oberst zum Kommandeur des Niederrheinischen Füsilier-Regiments Nr. 39 ernannt. Unter Stellung à la suite dieses Regiments beauftragte man ihn am 15. November 1873 mit der Führung der 19. Infanterie-Brigade in Posen. Am 15. Januar 1874 folgte seine Ernennung zum Kommandeur dieser Brigade sowie am 2. Mai 1874 die Beförderung zum Generalmajor. Unter Verleihung des Sterns zum Kronenorden II. Klasse wurde Haberland mit Pension am 11. März 1876 zur Disposition gestellt und beendete seine militärische Laufbahn.
Anlässlich des Jahrestages der Schlacht bei Vendôme verlieh ihm Kaiser Wilhelm II. am 16. Dezember 1895 den Stern zum Roten Adlerorden II. Klasse mit Eichenlaub. Haberland war außerdem Kommandeur I. Klasse des Ordens Heinrichs des Löwen mit Schwertern.
In seiner Beurteilung von 1869 schrieb der Oberst Graf von Görtz-Wrisberg: Major Haberland besitzt eine ansprechende Persönlichkeit, einen ernsten, energischen Charakter, hat gute Dienstkenntnisse, ist ruhig und gewandt in der Führung des Bataillons. Er hat ein reges Interesse für den Stand, großen Diensteifer, weiß sich Autorität zu verschaffen und die Disziplin aufrecht zu erhalten. Er behandelt die Untergebenen ernst und angemessen und ist bemüht, auf den guten Geist der Untergebenen zu wirken.